# Lisa Faulkner
Lisa Tamsin Faulkner, née le 19 février 1972 à Merton (Londres), actrice et présentatrice anglaise qui a animé des émissions culinaires à la télévision britannique.

## Biographie
Faulkner est née dans le borough londonien de Merton, de David Faulkner et Julie (née Day). Elle vit à Esher et fait ses études à l'École de filles Tiffin à Kingston upon Thames. Quand Lisa a seize ans, sa mère, Julie, meurt d'un cancer de la gorge. Depuis, Faulkner a évoqué son deuil dans un certain nombre d'interviews accordées à des journaux et à des magazines.
En 1992, elle fait sa première apparition au cinéma dans L'Amant de Jean-Jacques Annaud puis deux ans plus tard dans Le Péril jeune  de Cédric Klapisch. Par la suite, elle sera surtout à l'affiche de feuilletons télévisés britanniques comme Brookside ou MI-5.
En 2005, Faulkner a épousé Chris Coghill (en), son partenaire dans la série télévisée Burn It, à Richmond Park, à Londres. Le couple a adopté une petite fille de quinze mois, Billie, née en 2006. Le couple s'est séparé et a divorcé en 2011 ; elle a ensuite épousé, le 24 octobre 2019, le chef australien John Torode. Ensemble ils ont monté une émission : John & Lisa's Weekend Kitchen.

## Filmographie

### Cinéma
- 1992 : L'Amant (The Lover) de Jean-Jacques Annaud : Hélène Lagonelle
- 1994 : A Feast at Midnight (en) de Justin Hardy : Miss Charlotte
- 1994 : Le Péril jeune de Cédric Klapisch : Barbara
- 1998 : The Scarlet Tunic de Stuart St. Paul : Amy Parsons
- 2004 : The Baby Juice Express de Michael Hurst : Lauren
- 2010 : Honeymooner (en) de Col Spector : Emma

#### Courts-métrages
- 2000 : Sweet Thing : Suzy

### Télévision
- 1995 : Casualty : Cassie Tolchard (saison 9, épisode 23)
- 1995 : Dangerfield (en) : Alison « Al » Dangerfield (18 épisodes)
- 1996 : And the Beat Goes On : Christine Spencer
- 1997 - 1998 : Brookside : Louise Hope (10 épisodes)
- 1999 - 2001 : Holby City : Victoria Merrick (45 épisodes)
- 2002 : MI-5 : Helen Flynn (saison 1, épisodes 1 & 2)
- 2003 : Burn It (en) : Emma Wainwright
- 2004 : Swiss Toni (en) : Mango (saison 2, épisode 2)
- 2004 - 2005 : Ash et Scribbs : Sergent Emma Scribbins
- 2005 : The Afternoon Play (en) : Rose Lapwood (saison 3, épisode 2)
- 2005 : Flics toujours : Hannah (saison 2, épisode 3)
- 2006 : Hotel Babylon : Liz Sykes (saison 1, épisode 5)
- 2006 - 2007 : New Street Law (en) : Laura Scammel
- 2010 : Moving On  : Nicola (saison 2, épisode 3)
- 2010 - 2021 : Les Enquêtes de Murdoch : Anna Fulford (5 épisodes)
- 2011 : Meurtres au paradis : Alex Owen (saison 1, épisode 6)
- 2017 : EastEnders : Fi Browning (62 épisodes)
- 2019 : Une confession (Mini-série) : Partenaire de Ray Howard (épisodes 2 & 5)
- 2021 : The Girl Before : Tessa (saison 1, épisodes 3 & 4)
- 2023 : Waterloo Road (en) : Hannah King (3 épisodes)
- 2023 : Unforgotten : Flick (saison 5, épisode 2)
- 2023 : Archie (Mini-série) : Dorothy (épisode 2)
- 2024 : The Madame Blanc Mysteries (en) : Violet Oliver (saison 3, épisode 4)